# Acetilación

Ejemplo de reacción de acetilación: el ácido salicílico es acetilado para formar ácido acetilsalicílico, más conocido como aspirina.

La acetilación (o etanoilación, según la nomenclatura de la IUPAC) consiste en una reacción que introduce un grupo acetilo en un compuesto químico. La deacetilación consiste en lo contrario, es decir, en la eliminación de un grupo acetilo.
Este proceso de transferencia del grupo acetilo (que resulta en un grupo acetoxi) a un compuesto, para ser específico, debe implicar la sustitución del grupo acetilo por un átomo de hidrógeno. Una reacción que implique la sustitución de dicho átomo de hidrógeno de un grupo hidroxilo con un grupo acetilo (CH3CO) genera un éster específico, el acetato. El anhídrido acético es comúnmente usado como agente de acetilación con grupos hidroxilo libres. Por ejemplo, es utilizado en la síntesis de aspirina y de heroína.

## Acetilación de proteínas
En las células vivas la acetilación se produce como una modificación co-traduccional o postraduccional de las proteínas, como ocurre por ejemplo con las histonas, la proteína p53 o las tubulinas.

### Acetilación N-alfa-terminal
La acetilación del alfa-amino N-terminal de las proteínas es una modificación postraduccional muy común en eucariotas. El 40-50% de las proteínas de levadura y el 80-90% de las proteínas humanas pueden sufrir modificaciones de este tipo, manteniéndose conservado el patrón de modificación a lo largo de la evolución. Este tipo de modificación es llevado a cabo por enzimas N-alfa-acetiltransferasas (NATs), una subfamilia de la superfamilia GNAT de acetiltransferasas donde se incluyen las histona acetiltransferasas. Las GNATs transfieren el grupo acetilo desde una molécula de acetil-CoA a un grupo amino. Las NATs han sido extensamente estudiadas en levaduras, habiéndose encontrado tres complejos NAT, NatA/B/C, implicados en acetilaciones del tipo N-alfa-terminal. Se caracterizan por poseer especificidad de secuencia para sus sustratos y por ser capaces de asociarse posiblemente con el ribosoma, donde podrían acetilar a las cadenas polipeptídicas en formación durante el proceso de traducción.
En humanos se han identificado y caracterizado los complejos NatA y NatB. Ciertas subunidades del complejo NatA humano han sido asociadas a procesos relacionados con el cáncer, tales como la respuesta a hipoxia y la ruta de beta-catenina. También se han encontrado altos niveles de NatA en cáncer papilar tiroideo y en neuroblastoma. El complejo NatB humano se ha asociado al ciclo celular. La subunidad hNat3 del complejo hNatB se ha encontrado a elevados niveles en algunos tipos de cáncer.
A pesar de ser una modificación muy común y muy conservada, no se conoce mucho acerca del papel biológico de la acetilación N-alfa-terminal. No obstante, con el fin de tener una idea de la importancia potencial de este tipo de modificaciones, cabe destacar el caso de proteínas tales como la actina y la tropomiosina, las cuales han resultado ser dependientes de acetilación por NatB para formar los filamentos de actina.

### Acetilación y deacetilación de lisinas
Los residuos de lisina de las histonas son acetilados y deacetilados en el extremo N-terminal como parte del proceso de regulación génica. Estas reacciones suelen ser catalizadas por enzimas con actividad histona acetiltransferasa (HAT) o histona deacetilasa (HDAC), aunque hay que señalar que tanto las HATs como las HDACs pueden modificar también el grado de acetilación de proteínas no histonas.
La regulación de factores de transcripción, proteínas efectoras, chaperonas y proteínas del citoesqueleto por medio de reacciones de acetilación/deacetilación está emergiendo como un importante mecanismo de regulación postraduccional análogo al proceso de fosforilación por la acción de proteína quinasas o de defosforilación mediado por fosfatasas. De hecho, estudios recientes sugieren que, además de la modificación de la actividad de una proteína sobre la base de su estado de acetilación, esta modificación postraduccional presenta regulación cruzada con otras reacciones como la fosforilación, la metilación, la ubiquitinación, la sumolización y otras, con el fin de permitir un control más dinámico de la señalización celular.
El sistema de acetilación/deacetilación de tubulina es bien conocido en Chlamydomonas. Una tubulina acetiltransferasa situada en el axonema acetila específicamente residuos de lisina de la subunidad de α-tubulina en el ensamblaje del microtúbulo. Una vez desensamblado, esta acetilación puede ser eliminada por otra deacetilasa específica citosólica. Por ello, los microtúbulos del axonema, que tienen una vida media larga, presentan la acetilación, a diferencia de los microtúbulos citosólicos, que no la presentan, al poseer una vida media corta.